# Onthophagus fasciolatus
Onthophagus fasciolatus là một loài bọ cánh cứng trong họ Bọ hung (Scarabaeidae).